# Qapschaghai-Talsperre
Die Qapschaghai-Talsperre (kasachisch Қапшағай бөгені; auch Kapshaghai-Talsperre (abgeleitet vom Russischen)) liegt nördlich von Almaty, der ehemaligen Hauptstadt von Kasachstan, bei der Stadt Qonajew (bis 2022 Qapschaghai) am Fluss Ili.
Der zugehörige Stausee (Qapschaghai-See) mit einer ungefähren Ausdehnung von 110 km × 30 km hat eine Wasseroberfläche von 1847 km² und einen Speicherraum von 28.140 Millionen m³. Er dient der Wasserversorgung von Almaty und ist nach dem Buchtarma-Stausee einer der beiden größten Stauseen Kasachstans. In einem Wasserkraftwerk wird Strom erzeugt.
Die Talsperre hat zwei Absperrbauwerke, zwei Staudämme, einer mit 470 m und einer mit 370 m Länge. Die Kronenlänge wird jedoch an anderer Stelle auch mit 1900 m angegeben. Die größte Höhe beträgt 56 m, jedoch werden alternativ auch 35,41 m und 52 m genannt. Weitere Charakteristika der beiden Bauwerke sind:
1. Länge: 470 m, Höhe: 50 m; Basisbreite: 450 m, Baustoff: Aschesand
2. Länge: 370 m, Höhe: 56 m, Basisbreite: 270 m, Baustoff: Sandiger Boden

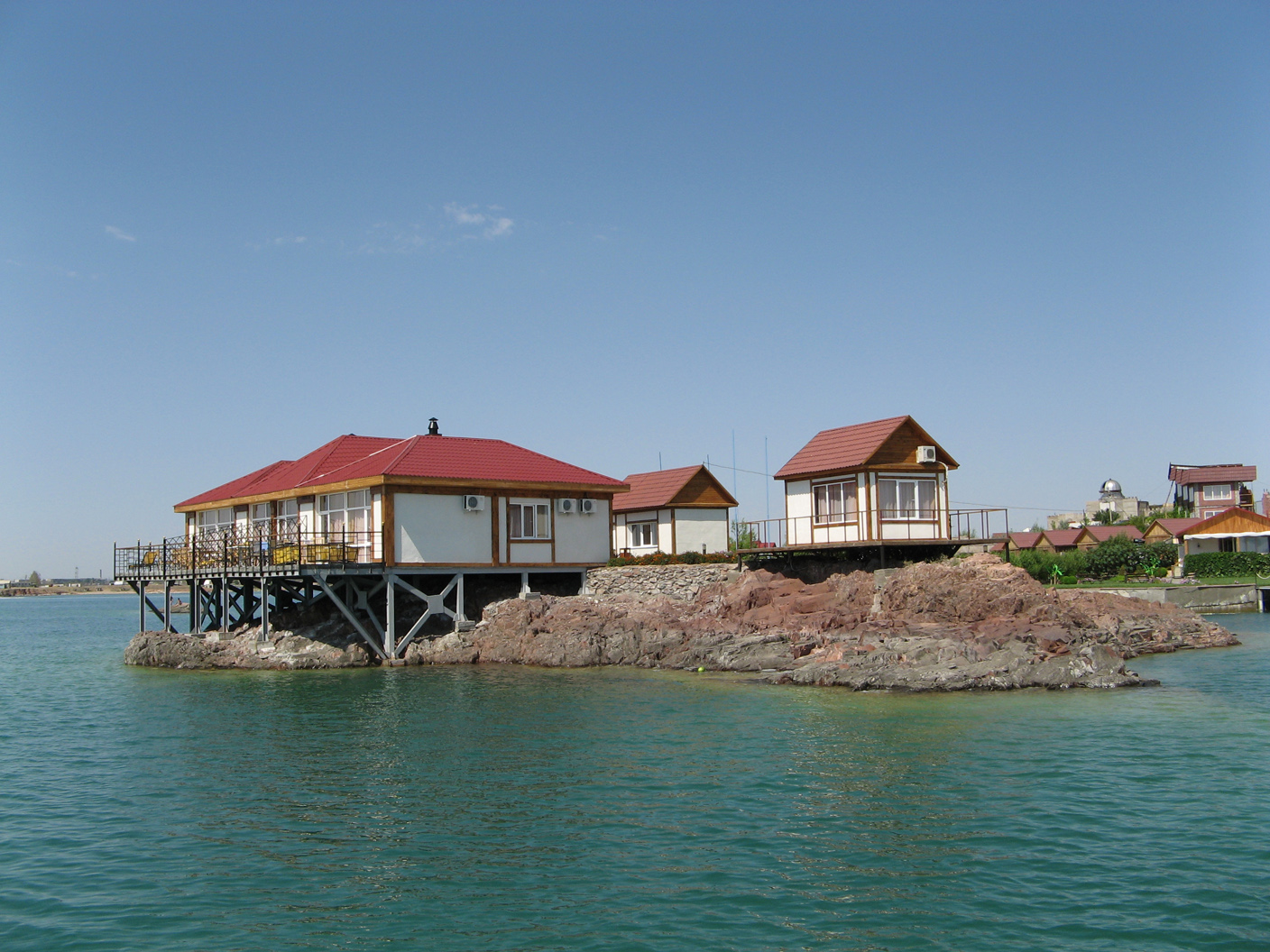
Blick auf Qonajew am Ufer des Sees, 2007

Im Jahr 1965 wurde mit dem Bau des Wasserkraftwerks begonnen. Am 29. September 1969 wurde der Ili erstmals abgesperrt und im Mai 1970 begann man mit der Füllung des Stausees.
Die erste Turbine nahm ihre Arbeit am 22. Dezember 1970 auf, die vierte am 22. Dezember 1971. Die letzten Bauarbeiten waren 1980 beendet.
Die vier Turbinen und Generatoren liefern eine Leistung von 4 × 91 MW = 364 MW. (An anderer Stelle wird von 4 × 108,5 MW = 434 MW gesprochen.)
Am See gibt es Badestrände, die beispielsweise von Ausflüglern aus Almaty besucht werden.